# Mickaël Piétrus
Mickaël Piétrus (Les Abymes, 7 febbraio 1982) è un ex cestista francese.

## Carriera
Alto 198 cm per 98 kg di peso, dal 1999 al 2003 ha vestito la divisa del Pau-Orthez, nel Pro A, campionato francese di massima serie.
Dal 2003 gioca nella National Basketball Association: dal 2003 al 2008 ha infatti militato nei Golden State Warriors, mentre nell'estate del 2008 è stato ingaggiato dagli Orlando Magic.
Nonostante sia uno dei migliori difensori della Lega, ad Orlando si fa notare anche per una buona predisposizione offensiva, grazie ad un preciso tiro da tre, infatti, diventa una pedina fondamentale per i Magic in entrambe le fasi di gioco.
Nella stagione 2008-2009, pur non partendo quasi mai in quintetto avendo davanti Turkoglu, si rivela un giocatore di capitale importanza nella stagione che porterà Orlando a vincere la Eastern Conference e a perdere le Finals solo contro gli incontenibili Lakers.
Nel 2009-10 la scelta del G.M. di Orlando, Otis Smith, di privarsi di Hidayet Türkoğlu in cambio di Vince Carter gli dà la possibilità di partire in quintetto.
Nel dicembre 2010 viene ceduto, insieme a Vince Carter e Marcin Gortat ai Phoenix Suns proprio per Hidayet Türkoğlu; nel dicembre 2011 è tagliato dalla squadra dell'Arizona.
Il 24 dicembre firma per i Boston Celtics. Durante l'estate 2012 diventa free agent ma non accetta il contratto offertogli dai Celtics.
Nessuna squadra gli proporrà un contratto fino al 30 novembre 2012, data in cui firmerà per i Toronto Raptors.
Il 4 marzo 2015, dopo essere rimasto senza squadra per due anni, firma con i Mets de Guaynabo.
Il 25 novembre 2015 firma con lo SLUC Nancy, dove milita anche il fratello Florent.

## Statistiche

### NBA

#### Regular Season
| Anno      | Squadra         | PG  | PT  | MP   | TC%  | 3P%  | TL%  | RP  | AP  | PRP | SP  | PP   |
| --------- | --------------- | --- | --- | ---- | ---- | ---- | ---- | --- | --- | --- | --- | ---- |
| 2003-2004 | G.S. Warriors   | 53  | 22  | 14,1 | 41,6 | 33,3 | 69,3 | 2,2 | 0,5 | 0,6 | 0,2 | 5,3  |
| 2004-2005 | G.S. Warriors   | 67  | 3   | 20,0 | 42,7 | 34,4 | 69,8 | 2,8 | 1,2 | 0,7 | 0,3 | 9,5  |
| 2005-2006 | G.S. Warriors   | 52  | 18  | 22,7 | 40,4 | 31,8 | 60,8 | 3,1 | 0,8 | 0,6 | 0,2 | 9,3  |
| 2006-2007 | G.S. Warriors   | 72  | 38  | 26,9 | 48,8 | 38,8 | 64,8 | 4,5 | 0,9 | 0,7 | 0,8 | 11,1 |
| 2007-2008 | G.S. Warriors   | 66  | 16  | 19,9 | 43,9 | 36,1 | 67,3 | 3,7 | 0,7 | 1,0 | 0,7 | 7,2  |
| 2008-2009 | Orlando Magic   | 54  | 25  | 24,6 | 41,3 | 35,9 | 70,9 | 3,3 | 1,2 | 0,6 | 0,4 | 9,4  |
| 2009-2010 | Orlando Magic   | 75  | 24  | 22,5 | 43,2 | 37,9 | 63,3 | 2,9 | 0,7 | 0,7 | 0,4 | 8,7  |
| 2010-2011 | Orlando Magic   | 19  | 0   | 22,0 | 39,1 | 39,1 | 50,0 | 2,6 | 0,5 | 0,5 | 0,2 | 6,7  |
| 2010-2011 | Phoenix Suns    | 38  | 4   | 18,1 | 39,2 | 34,2 | 70,6 | 2,0 | 0,6 | 0,5 | 0,5 | 7,4  |
| 2011-2012 | Boston Celtics  | 42  | 6   | 21,9 | 38,5 | 33,5 | 64,5 | 3,1 | 0,6 | 0,5 | 0,2 | 6,9  |
| 2012-2013 | Toronto Raptors | 19  | 16  | 20,3 | 34,7 | 31,3 | 66,7 | 1,9 | 0,5 | 0,6 | 0,3 | 5,3  |
| Carriera  | Carriera        | 557 | 172 | 21,5 | 42,5 | 35,5 | 66,5 | 3,1 | 0,8 | 0,7 | 0,4 | 8,3  |

#### Play-off
| Anno     | Squadra        | PG | PT | MP   | TC%  | 3P%  | TL%  | RP  | AP  | PRP | SP  | PP   |
| -------- | -------------- | -- | -- | ---- | ---- | ---- | ---- | --- | --- | --- | --- | ---- |
| 2007     | G.S. Warriors  | 11 | 0  | 19,0 | 34,7 | 25,9 | 69,4 | 3,8 | 0,5 | 0,5 | 0,8 | 6,0  |
| 2009     | Orlando Magic  | 24 | 0  | 25,8 | 48,3 | 38,5 | 72,3 | 2,6 | 0,6 | 0,8 | 0,5 | 10,5 |
| 2010     | Orlando Magic  | 14 | 0  | 20,1 | 43,8 | 45,9 | 66,7 | 1,4 | 0,7 | 0,6 | 0,4 | 8,4  |
| 2012     | Boston Celtics | 20 | 1  | 19,6 | 32,9 | 22,2 | 56,3 | 2,0 | 0,1 | 0,7 | 0,3 | 3,5  |
| Carriera | Carriera       | 69 | 1  | 21,8 | 42,6 | 35,3 | 68,7 | 2,4 | 0,5 | 0,7 | 0,5 | 7,3  |

## Palmarès
- Campionato francese: 2

Pau-Orthez: 2000-01, 2002-03
- Coppa di Francia: 2

Pau-Orthez: 2002, 2003
- Semaine des As: 1

Pau-Orthez: 2003